# Søren Hansen
Søren Hansen es un deportista danés que compitió en vela en la clase 49er. Ganó dos medallas de plata en el Campeonato Europeo de 49er, en los años 2005 y 2006.

## Palmarés internacional
| \| Campeonato Europeo \| Campeonato Europeo \| Campeonato Europeo \| Campeonato Europeo \| \| Año \| Lugar \| Medalla \| Clase \| \| ------------------ \| ---------------------- \| ------------------ \| ------------------ \| \| 2005 \| Vallensbæk (Dinamarca) \| Medalla de plata \| 49er \| \| 2006 \| Weymouth (Reino Unido) \| Medalla de plata \| 49er \| |                        |                  |       |
| Campeonato Europeo |                        |                  |       |
| Año | Lugar                  | Medalla          | Clase |
| 2005 | Vallensbæk (Dinamarca) | Medalla de plata | 49er  |
| 2006 | Weymouth (Reino Unido) | Medalla de plata | 49er  |